# Quelques heures de printemps
Quelques heures de printemps è un film del 2012 diretto da Stéphane Brizé.

## Riconoscimenti
- 2012 - Festival di Locarno
  - In concorso per il Variety Piazza Grande Award
- 2013 - Premi César
  - Candidatura per il miglior regista a Stéphane Brizé
  - Candidatura per il migliore attore a Vincent Lindon
  - Candidatura per la migliore attrice a Hélène Vincent
  - Candidatura per la migliore sceneggiatura originale a Stéphane Brizé e Florence Vignon
- 2013 - Premi Lumière
  - Miglior fotografia ad Antoine Héberlé